# Indal
Indal – miejscowość (tätort) w Szwecji, w regionie administracyjnym (län) Västernorrland, w gminie Sundsvall.
Według danych Szwedzkiego Urzędu Statystycznego liczba ludności wyniosła: 949 (31 grudnia 2015), 949 (31 grudnia 2018) i 970 (31 grudnia 2019).